# Ed Jovanovski
Pour les articles homonymes, voir Jovanovski.
Edward Jovanovski (né le 26 juin 1976 à Windsor en Ontario au Canada) est un joueur professionnel de hockey sur glace.

## Carrière en club
Jovanovski, dont les parents ont immigré au Canada depuis la Yougoslavie, a commencé sa carrière en ligue junior en jouant pour les Spitfires de Windsor dans la Ligue de hockey de l'Ontario en 1993-94. L'année d'après, il est choisi lors du repêchage d'entrée dans la Ligue nationale de hockey en tant que premier choix par les Panthers de la Floride. Il fera tout de même une année supplémentaire dans l'OHL avant de faire ses débuts dans la LNH en 1995.
En janvier 1999, il fait partie d'un échange de joueurs entre les Panthers et les Canucks de Vancouver. Il rejoint ces derniers en même temps que Dave Gagner, Mike Brown, Kevin Weekes et le futur premier choix des Panthers lors du repêchage 2000 en échange de Pavel Boure, Bret Hedican, Brad Ference et le troisième choix de Vancouver au même repêchage de 2000.
En juillet 2006, il rejoint les Coyotes de Phoenix pour un contrat de cinq ans pour 32,5 millions de dollars.
Le 1er juillet 2011, il signe un contrat avec les Panthers de la Floride, équipe l'ayant repêché.

## Carrière en équipe nationale
En 2002, il fait partie de l'équipe du Canada qui remporte lors du tournoi olympique de 2002 la médaille d'or à Salt Lake City aux États-Unis. De même il gagne le titre de la Coupe du monde de hockey 2004 au sein de l'équipe du Canada.
En 2005, il remporte la médaille d'argent au Championnat du monde de hockey sur glace 2005 en perdant en finale contre l'équipe tchèque.
Il aurait dû faire partie de l'équipe du Canada des Jeux olympiques de 2006 à Turin (Italie) mais ne fut pas sélectionné en raison d'une blessure.

## Statistiques
| Saison     | Équipe                 | Ligue      |       | Saison régulière | Saison régulière | Saison régulière | Saison régulière | Saison régulière |    | Séries éliminatoires | Séries éliminatoires | Séries éliminatoires | Séries éliminatoires | Séries éliminatoires |
| Saison     | Équipe                 | Ligue      | PJ    | B                | A                | Pts              | Pun              | PJ               | B  | A                    | Pts                  | Pun                  |                      |                      |
| 1993-1994  | Spitfires de Windsor   | LHO        | 62    | 15               | 35               | 50               | 221              | 4                | 0  | 0                    | 0                    | 15                   |                      |                      |
| 1994-1995  | Spitfires de Windsor   | LHO        | 50    | 23               | 42               | 65               | 198              | 9                | 2  | 7                    | 9                    | 39                   |                      |                      |
| 1995-1996  | Panthers de la Floride | LNH        | 70    | 10               | 11               | 21               | 137              | 22               | 1  | 8                    | 9                    | 52                   |                      |                      |
| 1996-1997  | Panthers de la Floride | LNH        | 61    | 7                | 16               | 23               | 172              | 5                | 0  | 0                    | 0                    | 4                    |                      |                      |
| 1997-1998  | Panthers de la Floride | LNH        | 81    | 9                | 14               | 23               | 158              |                  |    |                      |                      |                      |                      |                      |
| 1998-1999  | Panthers de la Floride | LNH        | 41    | 3                | 13               | 16               | 82               |                  |    |                      |                      |                      |                      |                      |
| 1998-1999  | Canucks de Vancouver   | LNH        | 31    | 2                | 9                | 11               | 44               |                  |    |                      |                      |                      |                      |                      |
| 1999-2000  | Canucks de Vancouver   | LNH        | 75    | 5                | 21               | 26               | 54               |                  |    |                      |                      |                      |                      |                      |
| 2000-2001  | Canucks de Vancouver   | LNH        | 79    | 12               | 35               | 47               | 102              | 4                | 1  | 1                    | 2                    | 0                    |                      |                      |
| 2001-2002  | Canucks de Vancouver   | LNH        | 82    | 17               | 31               | 48               | 101              | 6                | 1  | 4                    | 5                    | 8                    |                      |                      |
| 2002-2003  | Canucks de Vancouver   | LNH        | 67    | 6                | 40               | 46               | 113              | 14               | 7  | 1                    | 8                    | 22                   |                      |                      |
| 2003-2004  | Canucks de Vancouver   | LNH        | 56    | 7                | 16               | 23               | 64               | 7                | 0  | 4                    | 4                    | 6                    |                      |                      |
| 2005-2006  | Canucks de Vancouver   | LNH        | 44    | 8                | 25               | 33               | 58               |                  |    |                      |                      |                      |                      |                      |
| 2006-2007  | Coyotes de Phoenix     | LNH        | 54    | 11               | 18               | 29               | 63               |                  |    |                      |                      |                      |                      |                      |
| 2007-2008  | Coyotes de Phoenix     | LNH        | 80    | 12               | 39               | 51               | 73               |                  |    |                      |                      |                      |                      |                      |
| 2008-2009  | Coyotes de Phoenix     | LNH        | 82    | 9                | 27               | 36               | 106              |                  |    |                      |                      |                      |                      |                      |
| 2009-2010  | Coyotes de Phoenix     | LNH        | 66    | 10               | 24               | 34               | 55               | 7                | 1  | 0                    | 1                    | 4                    |                      |                      |
| 2010-2011  | Coyotes de Phoenix     | LNH        | 50    | 5                | 9                | 14               | 39               | 4                | 0  | 1                    | 1                    | 2                    |                      |                      |
| 2011-2012  | Panthers de la Floride | LNH        | 66    | 3                | 10               | 13               | 31               | 7                | 0  | 0                    | 0                    | 4                    |                      |                      |
| 2012-2013  | Panthers de la Floride | LNH        | 6     | 0                | 1                | 1                | 0                |                  |    |                      |                      |                      |                      |                      |
| 2013-2014  | Panthers de la Floride | LNH        | 37    | 1                | 4                | 5                | 39               |                  |    |                      |                      |                      |                      |                      |
| Totaux LNH | Totaux LNH             | Totaux LNH | 1 128 | 137              | 363              | 500              | 1 491            | 76               | 11 | 19                   | 30                   | 102                  |                      |                      |